# フグ目
フグ目（フグもく、学名: Tetraodontiformes）は、硬骨魚類の分類群の一つ。3亜目10科106属で構成され、カワハギ・フグ・ハリセンボン・マンボウなど海水魚を中心に435種が所属する。

## 概要
現生魚類の大部分を占める真骨類の中で、フグ目は系統的に最も特化の進んだグループとして位置づけられている。特徴的な体つきをした仲間が多く、魚類で典型的ないわゆる流線型をしている種は少ない。極端に平たいカワハギ類、文字通り箱型をしているハコフグ類、丸っこい形のフグ類、さらには体長2メートルを超え尾鰭を失ったマンボウなど、著しく多様性に富む。いずれも動きは遅く敏捷性に欠けるため、外敵に対しては早く泳いで逃げることよりも、硬い体（ハコフグ）・棘（ハリセンボン）・大きく体を膨らませて威嚇する（フグ）などの方法で身を守っている。
日本では古くからフグの仲間を食用とし、ふぐ料理は高級料理の一つとしてよく知られている。ただし、フグ類の多くは、肝臓や生殖腺などの内臓、あるいは皮膚や筋肉に強力な毒（テトロドトキシン）をもち、多くの場合は素人調理によって食べる魚種や部位を誤って死に至る中毒事故がしばしば起こっている。また、ハコフグ科の魚類には、皮膚からパフトキシンと呼ばれる粘液性の毒を分泌するものがいる。

## 分布
フグ目の多くは海水魚で、淡水産種（いわゆる淡水フグ）は十数種が知られるに過ぎない。ほとんどの仲間は暖海性で、熱帯・亜熱帯から温帯域にかけて分布する。多くは沿岸やサンゴ礁など浅い海で暮らすが、ベニカワムキ科・ウチワフグ科およびイトマキフグ亜科の仲間は深海の底部で生活する。外洋に進出する種類は少なく、マンボウなどごく少数に限られる。

## 形態

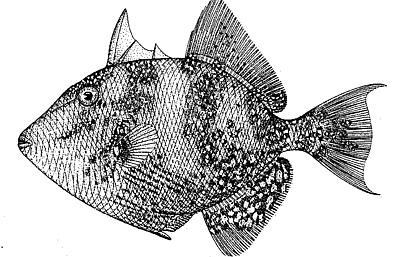
ネズミモンガラ （モンガラカワハギ科）。小さく突き出した痕跡的な腹鰭は、対構造を失った単一の腰骨によって支えられる

フグ目は複数の際立った形態学的特徴を併せもつことによって、一つのまとまったグループとして規定される。近縁のスズキ目・カレイ目と比較して、鰭や骨格の癒合・退縮や、単純化が進んでいる傾向が強い。フグ目内部の群同士で比べた場合でも、原始的な仲間から派生的なグループへと進化するにつれ、顎や腹鰭の構造の段階的な簡略化が認められる。
フグ目魚類は腹鰭とその支持骨格（腰骨）の形態に特徴があり、重要な分類形質として利用されている。現生のフグ目としては最も原始的なグループと考えられているベニカワムキ科・ギマ科では、他の魚類と同様に対になった腹鰭をもつのに対し、モンガラカワハギ科・カワハギ科などより派生的な群では左右の腰骨が癒合し、単一の鰭となっている。系統が進むにつれ腹鰭の構造は次第に単純化し、フグ科以降のグループでは完全に消失する。
顎と歯の形態もまた、フグ類の系統関係を強く反映する重要な形質である。ベニカワムキ科の顎の骨格は貧弱で、上顎を突き出せる範囲はスズキ目の魚類と比べ著しく少ない。モンガラカワハギ科以降のグループでは前上顎骨・主上顎骨が強固に癒合し、顎を突き出すことはできなくなる（回転はできる）。歯の数は系統が下がるにつれて少なくなり、ウチワフグ科以降は癒合して板状になった歯（歯板）をもつようになる。
フグ目の仲間に共通する他の形態学的特徴は以下の通り。臀鰭の棘条を欠き、尾鰭の主鰭条は12本以下である。頭頂骨・鼻骨・眼下骨を欠き、一部の例外を除き肋骨ももたない。後側頭骨も欠く種類が多く、ある場合でも構造は単純化している。椎骨の数は少なく、16-30個。舌顎骨・口蓋骨は頭蓋骨と強固に接続する。主上顎骨は前上顎骨と強く結合、あるいは癒合している場合が多い。鱗の構造は棘状・楯状・板状と多くの変化がみられる。鰓（えら）の開口部は小さく、鰓蓋骨・鰓条骨は皮膚に覆われる。側線の有無はさまざまで、マンボウ科以外は浮き袋をもつ。

## 生態

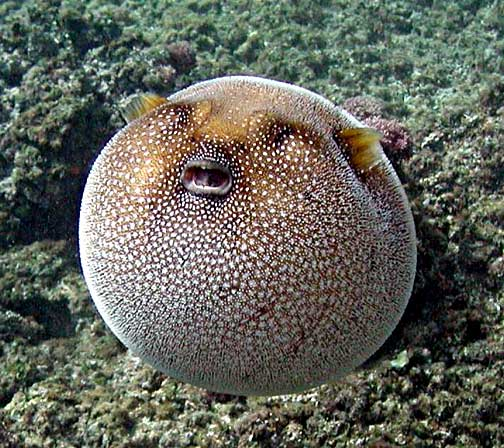
ミゾレフグ Arothron meleagris （フグ科）。フグやハリセンボンの仲間は口から胃の中に水を取り込み、体を大きく膨らませることができる

フグ科・ハリセンボン科の魚類は胃の腹側に伸縮性に富む憩室を有しており、飲み込んだ水をここに取り込むことで、体全体を大きく膨らませることができる。再び縮む際には、水は口から吐き出される。水中から引き揚げられたときには、空気を取り込んで膨らむこともできる。ウチワフグとモンガラカワハギの仲間は、腹鰭を支える骨格を動かすことで、フグ類ほどではないが体を大きくすることが可能である。また、フグ目の魚類は顎の歯をすり合わせることによって、あるいは浮き袋を振動させることによって音を発することができる。

### 繁殖行動

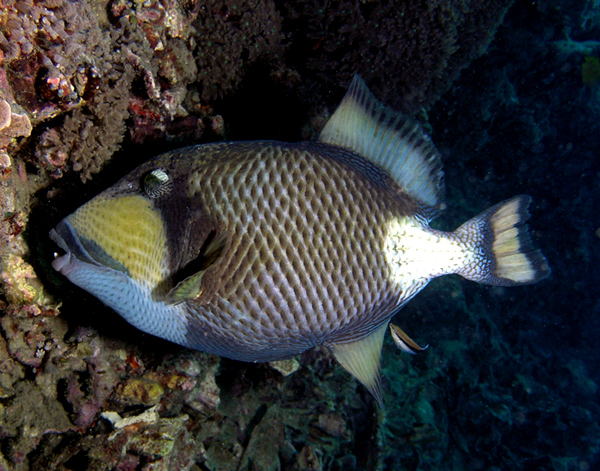
巣作りをするゴマモンガラ Balistoides viridescens （モンガラカワハギ科）。卵を護衛する親は攻撃性が高く、人間も襲われることがある

モンガラカワハギとカワハギの仲間が所属するモンガラカワハギ上科の魚類について、繁殖行動に関する研究が進んでいる。モンガラカワハギ類・カワハギ類のいずれも、雄が縄張りを作ってハーレムを形成する、一夫多妻型の繁殖を行う。カワハギ類は雄が背鰭の第1棘条と腹鰭を動かすことで、他の雄への威嚇と雌への求愛行動をとることが知られる。
産卵行動は1対1のペアで行われることが多い。両グループはいずれも体外受精をし、比重の大きい沈性卵を産む。モンガラカワハギ類は主に砂底に、カワハギ類は砂底に加えて海藻を産卵場所とする。両群とも卵に新鮮な水を吹きかけたり、産卵場所から外敵を排除したりといった保護行動をとるが、雄と雌との役割分担は種によって異なる。
モンガラカワハギ科は形態学的に、カワハギ科よりも古い起源をもつとされるが、繁殖行動の特徴もまた系統関係の推定に利用できると考えられている。モンガラカワハギ類の卵の発生は早く、多くの種類では1日以内に孵化する一方、カワハギ類では数日かかる場合がある。1回の繁殖で産出される卵の個数も、モンガラカワハギ類は約10万個と、カワハギ類（約2万個）よりも多い。これらの特徴は沈性卵よりも浮性卵を産む魚類にしばしばみられ、モンガラカワハギよりも原始的な一群とされるギマ科（水面下に産卵し、19時間程度で孵化する）の特徴に近い。

## 分類
フグ目には10科106属435種が所属する。現生分類群はベニカワムキ亜目・モンガラカワハギ亜目・フグ亜目の3亜目に分類されてきたが、Nelson(2016)の体系ではウチワフグ科を独自の亜目とし、ベニカワムキ科とギマ科で1つの亜目を構成し、ハコフグ上科を亜目とし、5亜目から成るとした。本項では亜目については従来の分類を用いる。他に絶滅したグループとして、Plectocretacicoidei 亜目（3科を含む）が設置される。この仲間は白亜紀の地層から報告があり、現在知られているフグ目としては最も原始的な一群とみなされている。
フグ目はフランスの博物学者であるジョルジュ・キュヴィエによって、19世紀前半にまとめられた分類群である。以来、本目そのものの単系統性は確かなものと考えられているが、フグ目が他のどのグループから派生したのかという問題は未解決である。候補としてはマトウダイ目や、スズキ目のニザダイ科あるいはヒシダイ科が挙げられているが、結論は未だ出ていない。

### ベニカワムキ亜目
ベニカワムキ亜目 Triacanthodoidei は1科11属21種からなり、現生のフグ目の中では最も原始的な一群と考えられている。腹鰭には位置を固定することができる大きな棘条が発達する。上顎をわずかに前に突き出すことができる。背鰭の棘条は通常6本。

#### ベニカワムキ科
ベニカワムキ科 Triacanthodidae は2亜科11属23種。インド洋・太平洋・西部大西洋にかけて分布し、熱帯・亜熱帯の深海底に生息する深海魚である。
腹鰭および腰骨は、左右一対の構造をもつ。尾鰭は丸みを帯びていることが多い。前上顎骨の後方突起は比較的発達している。
- Hollardinae 亜科  2属5種。西部大西洋に分布するほか、ハワイ近海から1種が知られる。
  - Hollardia 属
  - Parahollardia 属
- ベニカワムキ亜科 Triacanthodinae  9属18種。うち17種はインド太平洋に、残る1種は西部大西洋に分布する。
  - ウケグチカワムキ属 Atrophacanthus
  - ソコカワムキ属 Tydemania
  - ナガカワムキ属 Halimochirurgus
  - フエカワムキ属 Macrorhamphosodes
  - ベニカワムキ属 Triacanthodes
  - ミスジカワムキ属 Paratriacanthodes
  - ヤミカワムキ属 Bathyphylax
  - 他2属（Johnsonina、Mephisto）

### モンガラカワハギ亜目
モンガラカワハギ亜目 Balistoidei は3上科4科61属182種で構成される。前頭骨の構造に特徴がある。絶滅科が5科知られ、うち2科（Spinacanthidae、Protobalistidae）はハコフグ上科に含められたことがある。

#### ギマ上科
ギマ上科 Triacanthoidea はギマ科のみ、1科4属7種で構成される。

##### ギマ科
ギマ科 Triacanthidae は4属7種からなり、インド洋から太平洋にかけて分布する。浅い海の海底で、群れを作って生活する。ベニカワムキ科やカワハギ科に似るが、尾鰭には深い切れ込みがあり、V字状になる。腹鰭は1本の長い棘からなり、軟条をもたない。腹鰭を支える腰骨は左右が癒合し、1本の棒状になっている。
- ギマ属 Triacanthus
- 他3属（Pseudotriacanthus、Tripodichthys、Trixiphichthys）

#### モンガラカワハギ上科

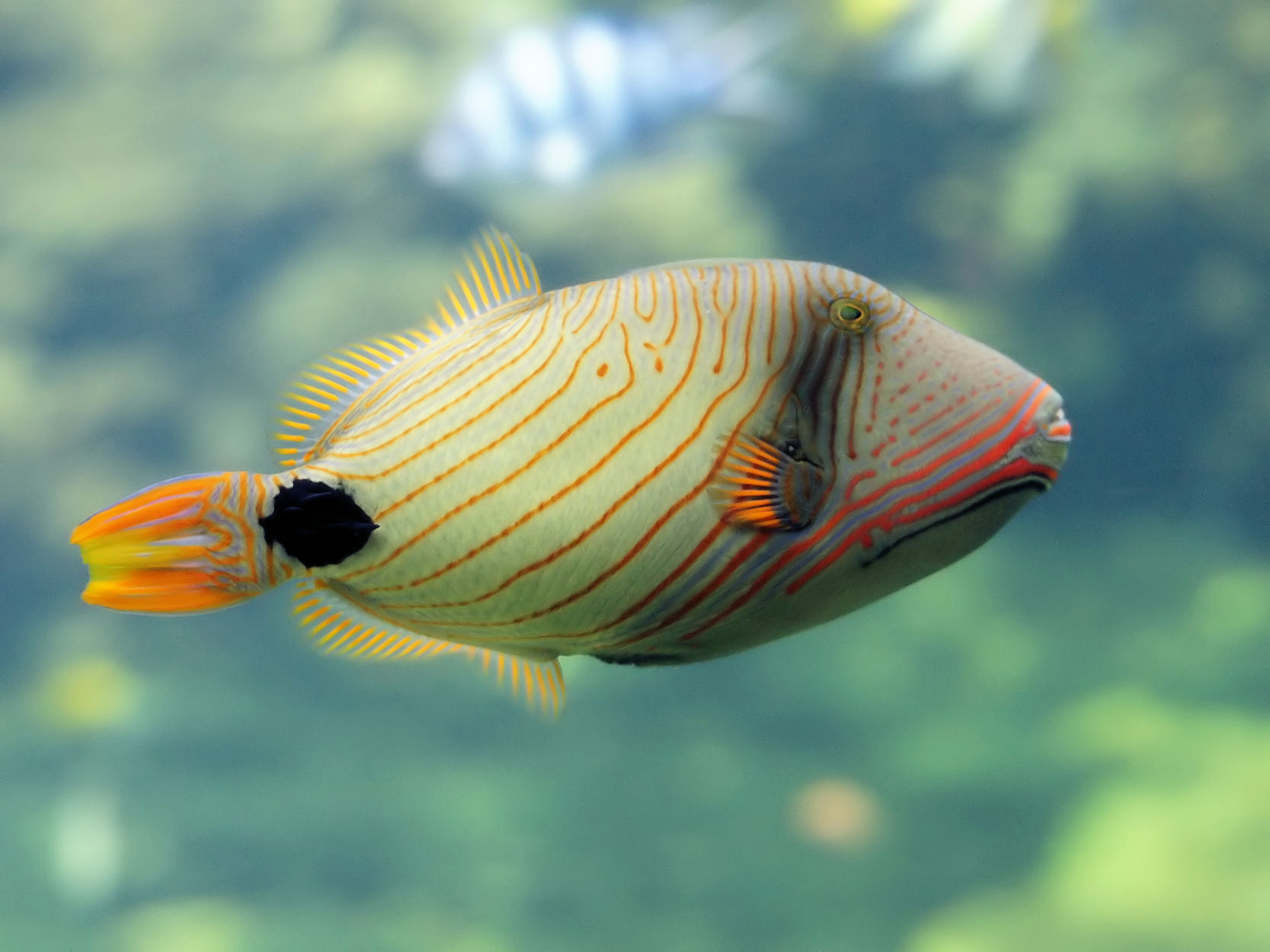
クマドリ Balistapus undulatus （モンガラカワハギ科）。幼魚は吻（口先）にオレンジ色のラインを有する

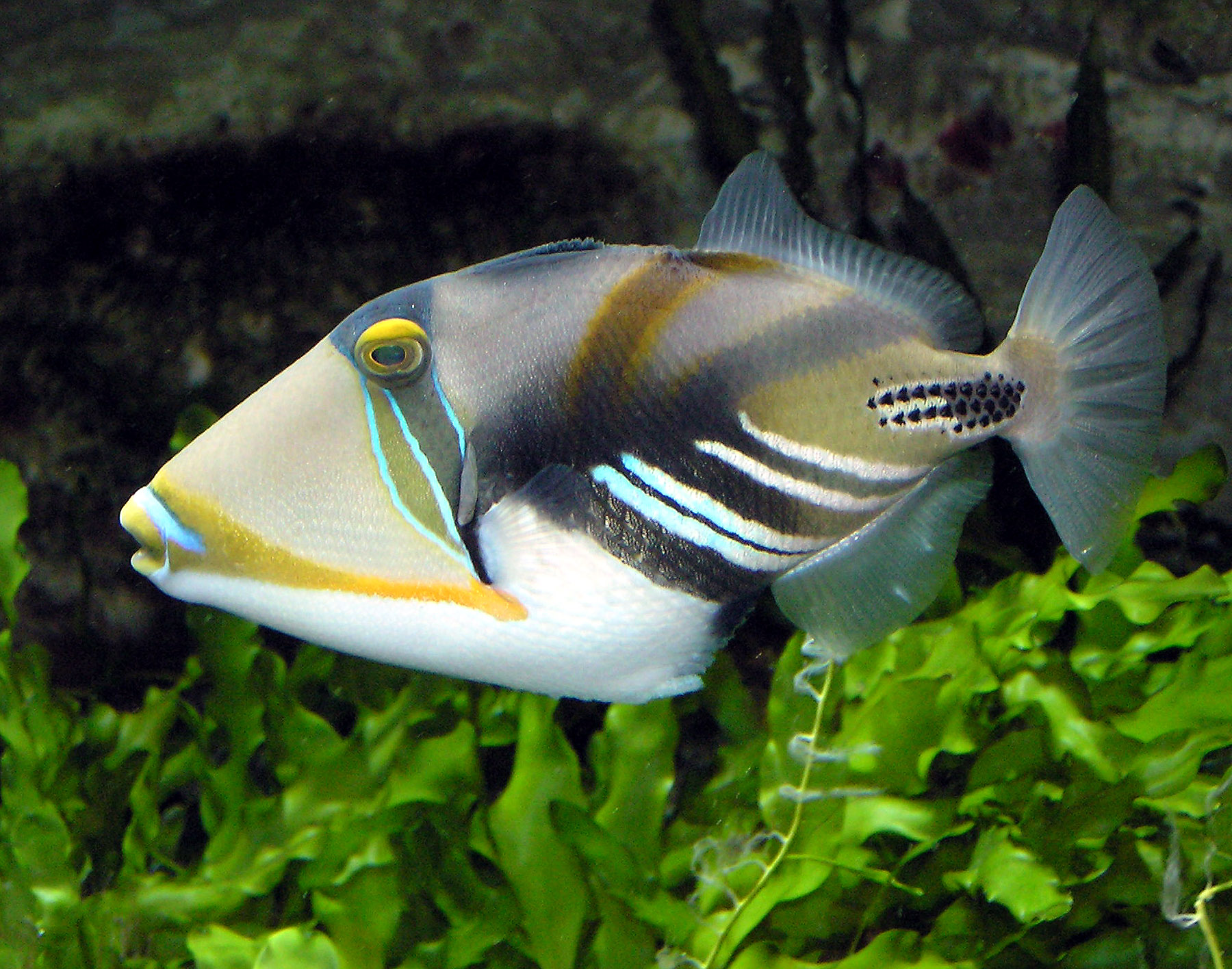
ムラサメモンガラ Rhinecanthus aculeatus （モンガラカワハギ科）。その美しい色彩から観賞魚として人気がある

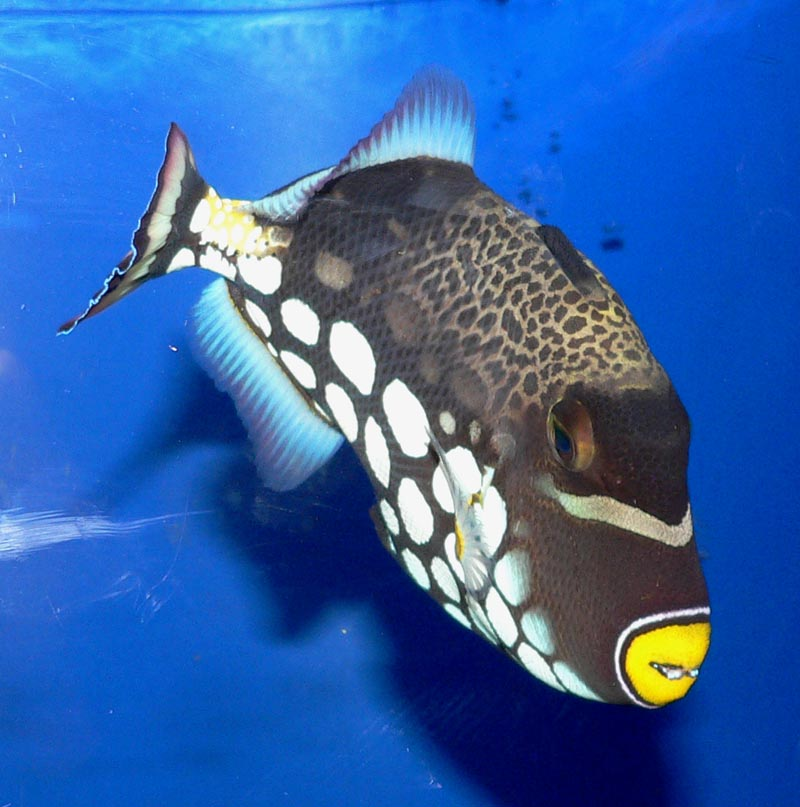
モンガラカワハギ Balistoides conspicillum （モンガラカワハギ科）。腹側の大きな白色斑が特徴の観賞魚

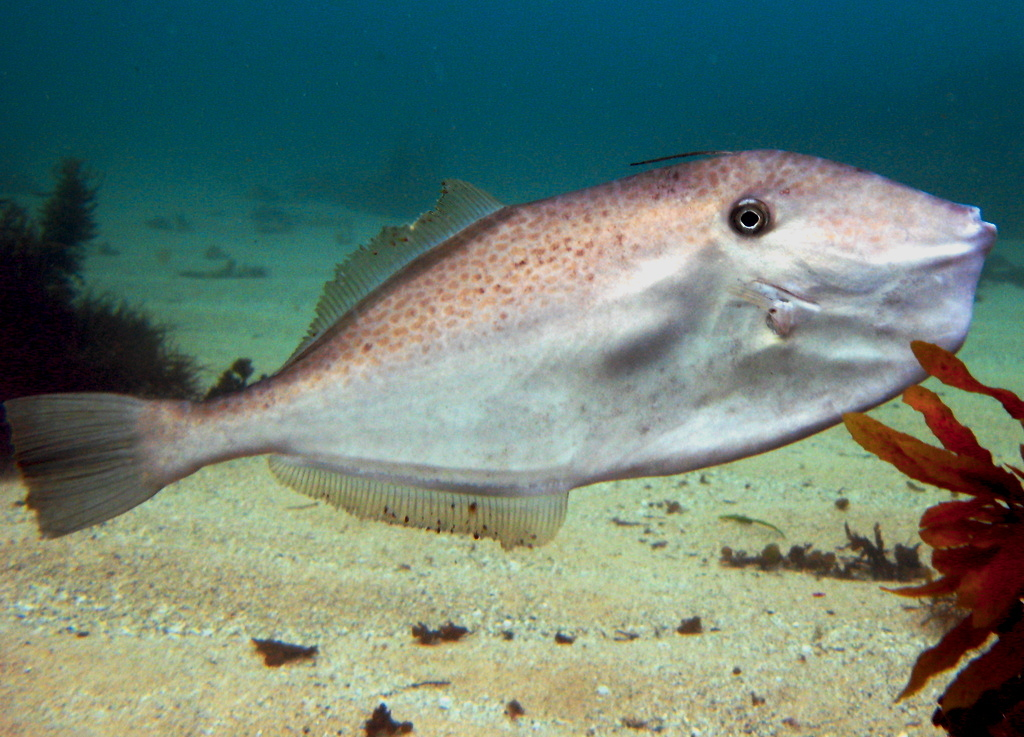
ウスバハギ Aluterus monoceros （カワハギ科）。定置網で漁獲される食用種

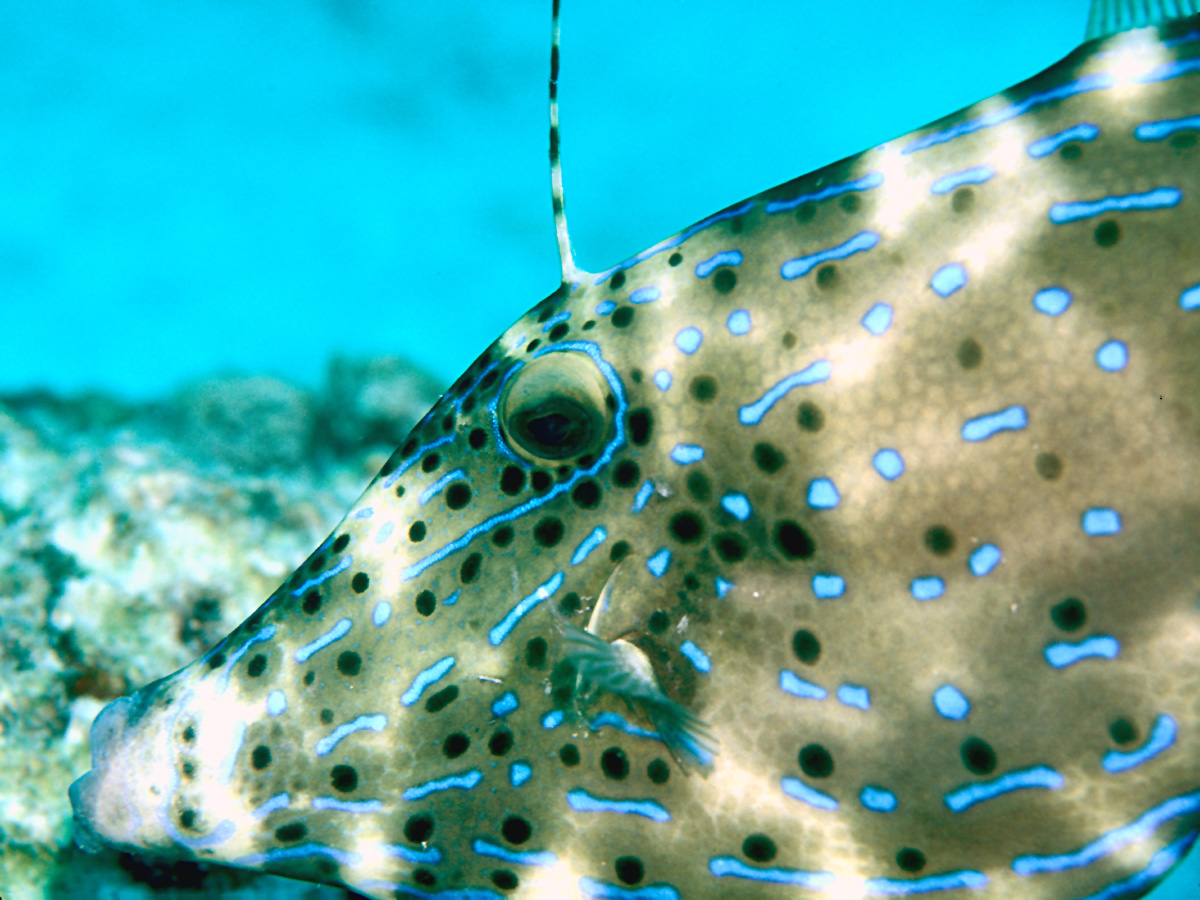
ソウシハギ Aluterus scriptus （カワハギ科）。海藻やイソギンチャクを主な餌としている

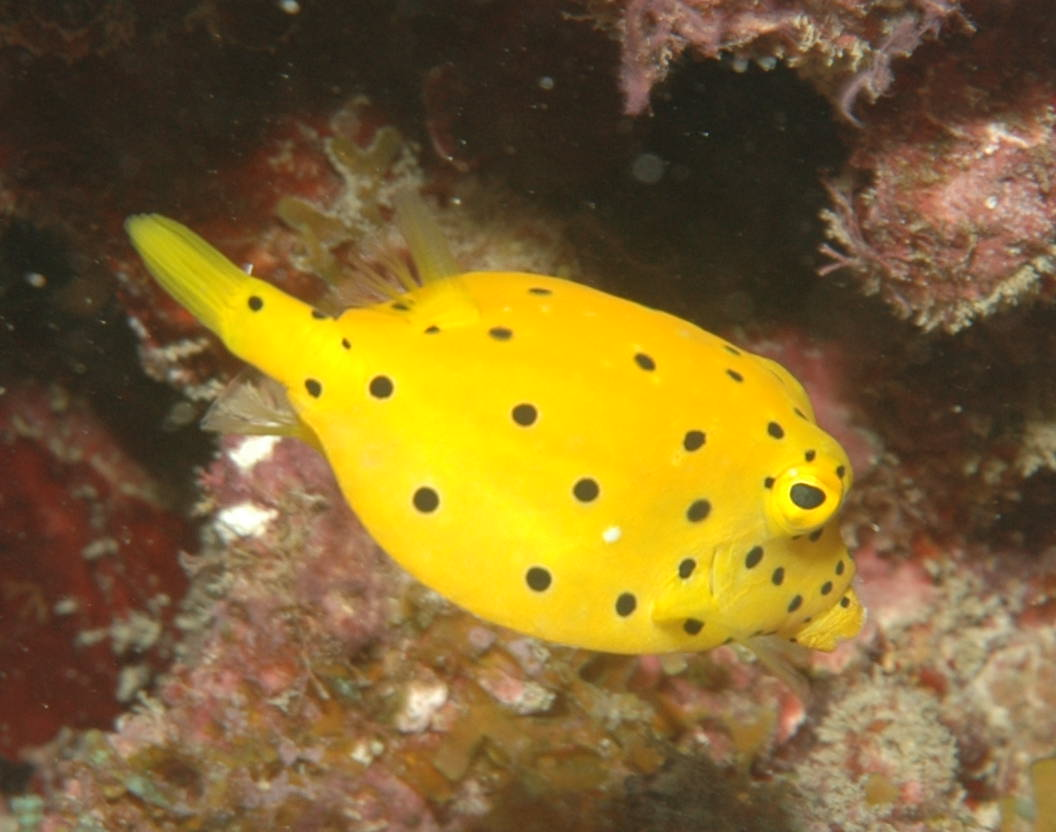
ミナミハコフグの稚魚Ostracion cubicus （ハコフグ亜科）。スクーバダイビングでの観察対象として知られる種類。成長につれ暗褐色の地味な体色に変化する

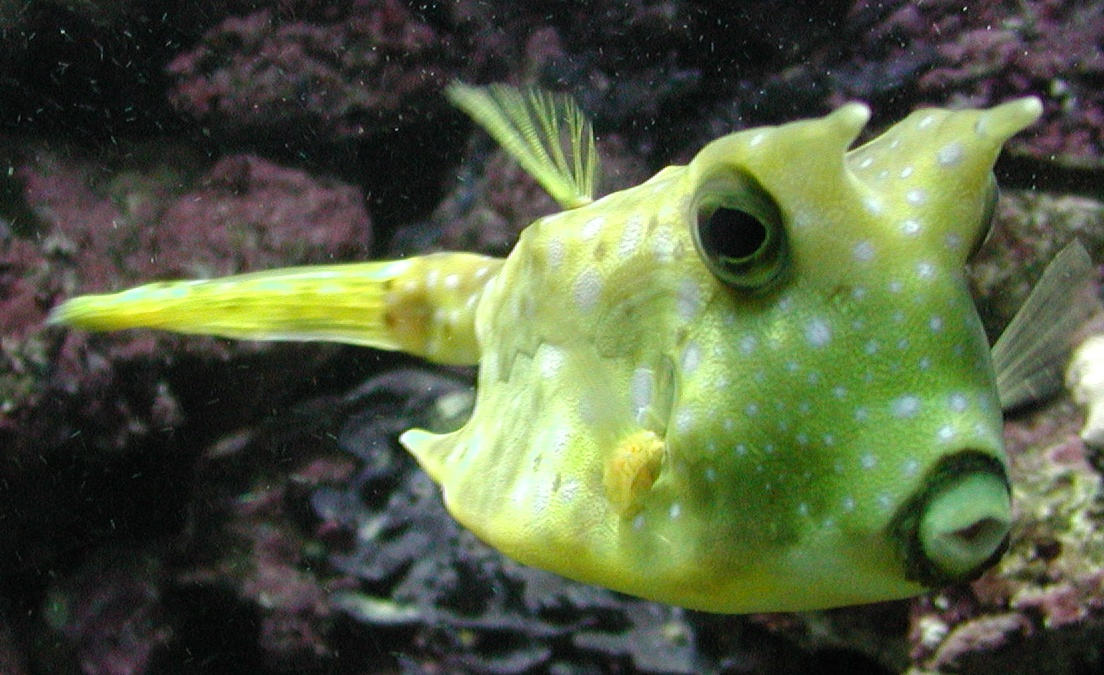
コンゴウフグ Lactoria cornuta （ハコフグ亜科）。体の断面は五角形

モンガラカワハギ上科 Balistoidea は2科43属149種からなる。体は左右に平たく側扁し、体高が高い。頭部・体部はともに鱗で覆われる。上顎を突き出すことはできないが、両眼を別々に動かし、背鰭の第1棘条を固定することができる。
腹鰭は極めて痕跡的にしか存在せず、対構造をもたない単独の腰骨に支えられることが最大の特徴である。細長い腰骨の先端に位置する腹鰭は著しく小さく、鞘状鱗と呼ばれる特殊な鱗に覆われる。モンガラカワハギ科では最大11枚ある鞘状鱗は、カワハギ科ウスバハギ属では1枚、テングカワハギ属などではゼロにまで単純化が進む。

##### モンガラカワハギ科
モンガラカワハギ科 Balistidae は12属42種を含み、三大洋に分布する。モンガラカワハギ・クロモンガラ・クマドリ・ムラサメモンガラ・ゴマモンガラ・クラカケモンガラなど、観賞魚として知られる魚種を多く含む。肉には独特の臭みがあり、オキハギなど一部の種類を除いて日本で食用とされることは少ない。固い殻のある貝類やウニなどの海底の無脊椎動物を捕食する種が多いが、動物プランクトンや藻類を食べる種（ナメモンガラ属など）もいる。親魚が卵を保護する習性をもち、繁殖期には近づいたダイバーにも攻撃を加えることがある。
背鰭は前後の部分に分かれ、前部には3本の棘条がある。後部の背鰭と臀鰭を細かく波打たせることで前進する。歯は上顎の外側に4個、内側に3個の2列に並び、餌を噛み砕くことに適応している。
- アカモンガラ属 Odonus
- アミモンガラ属 Canthidermis
- オキハギ属 Abalistes
- キヘリモンガラ属 Pseudobalistes
- クマドリ属 Balistapus
- ソロイモンガラ属 Melichthys
- ナメモンガラ属 Xanthichthys
- ムラサメモンガラ属 Rhinecanthus
- メガネハギ属 Sufflamen
- モンガラカワハギ属 Balisotoides
- ケショウモンガラ属 Balistes
- ツバサモンガラ属 Xenobalistes

##### カワハギ科
カワハギ科 Monacanthidae には28属107種が記載される。三大洋に分布するが、半数以上の種はオーストラリア近海に生息する。カワハギ・ウマヅラハギ・ウスバハギなどの食用種が含まれる。
背鰭の棘条は通常2本で、2本目は非常に小さく皮膚に埋没するか、あるいは失われている。上顎の歯は外側に3本、内側に2本並んでおり、餌を細かくかじることに向いている。
- アオサハギ属 Brachaluteres
- アザミカワハギ属 Amanses
- アミメハギ属 Rudarius
- ウスバハギ属 Aluterus
- ウマヅラハギ属 Thamnaconus
- カワハギ属 Stephanolepis
- コクテンハギ属 Pseudomonacanthus
- ハクセイハギ属 Cantherhines
- テングカワハギ属 Oxymonacanthus
- ニシキカワハギ属 Pervagor
- ノコギリハギ属 Paraluteres
- ハナツノハギ属 Pseudalutarius
- ヒゲハギ属 Chaetodermis
- フチドリカワハギ属 Acreichthys
- モロコシハギ属 Monacanthus
- ヨソギ属 Paramonacanthus
- 他12属

#### ハコフグ上科
ハコフグ上科 Ostracioidea は2科14属37種で構成される。

##### イトマキフグ科
イトマキフグ科 Aracanidae は6属12種からなる。インド洋から西部太平洋（特にオーストラリア近海）にかけての比較的深い海に分布する。体を覆う骨板は、背鰭・臀鰭以降は開放されている。
- イトマキフグ属 Kentrocapros
- 他5属

##### ハコフグ科
ハコフグ科 Ostraciidae は8属25種からなり、ハコフグ・ウミスズメ・コンゴウフグなどの種が所属する。太平洋・インド洋・大西洋の熱帯域に分布する。浅い海の海底付近で生活する。
角張った箱状の体型が特徴で、英語では Boxfish・Trunkfish・Cowfishなどと呼ばれる。体は硬い甲羅状になった骨格に囲まれ、体高が高く、横幅のある形をしている。腹鰭の骨格をもたず、背鰭の棘条もない。骨板は背鰭・臀鰭の後ろまで閉じている。体表から粘液毒を分泌する種が多いが、いわゆるフグ毒（テトロドトキシン）とは別の成分である。
- コンゴウフグ属 Lactoria
- ハコフグ属 Ostracion
- ラクダハコフグ属 Tetrosomus
- 他5属

### フグ亜目
フグ亜目 Tetraodontoidei は4科37属219種で構成される。顎の歯は癒合して、1-4枚の歯板となっている。腹鰭を欠き、鰭には棘条がない。

#### ウチワフグ科
ウチワフグ科 Triodontidae は1属1種で、ウチワフグ Triodon macropterus のみが所属する。インド洋から西部太平洋（アフリカ東岸から、オーストラリア・フィリピン・日本近海まで）の水深100m以深に分布する。
腹鰭をもたず、支持骨格である腰骨のみが存在する。腰骨は左右の対構造をもち、完全に単一構造のモンガラカワハギ上科よりも原始的な特徴を有するなど、目内での位置付けに問題を残したグループとなっている。上顎に2枚、下顎に1枚、計3枚の歯板をもつ。腹部が大きく垂れ下がり、尾鰭は二又に分かれる。
- ウチワフグ属 Triodon

#### フグ科

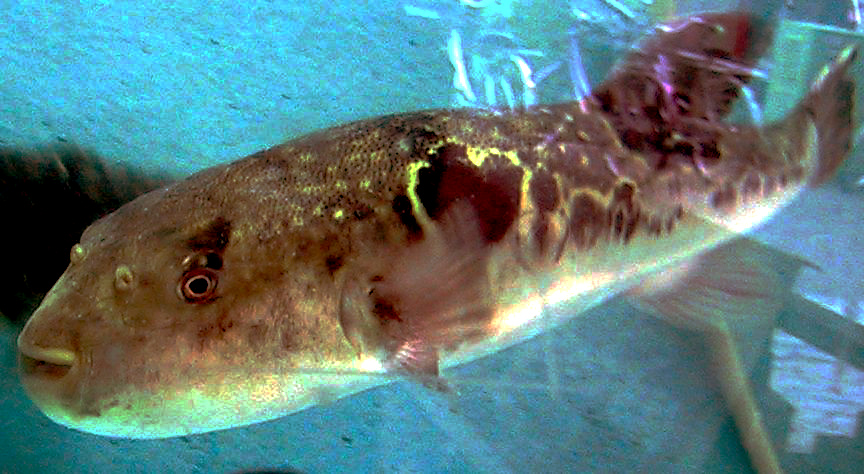
トラフグ Takifugu rubripes （フグ亜科）。フグの中でも高級魚として珍重され、養殖も盛んである

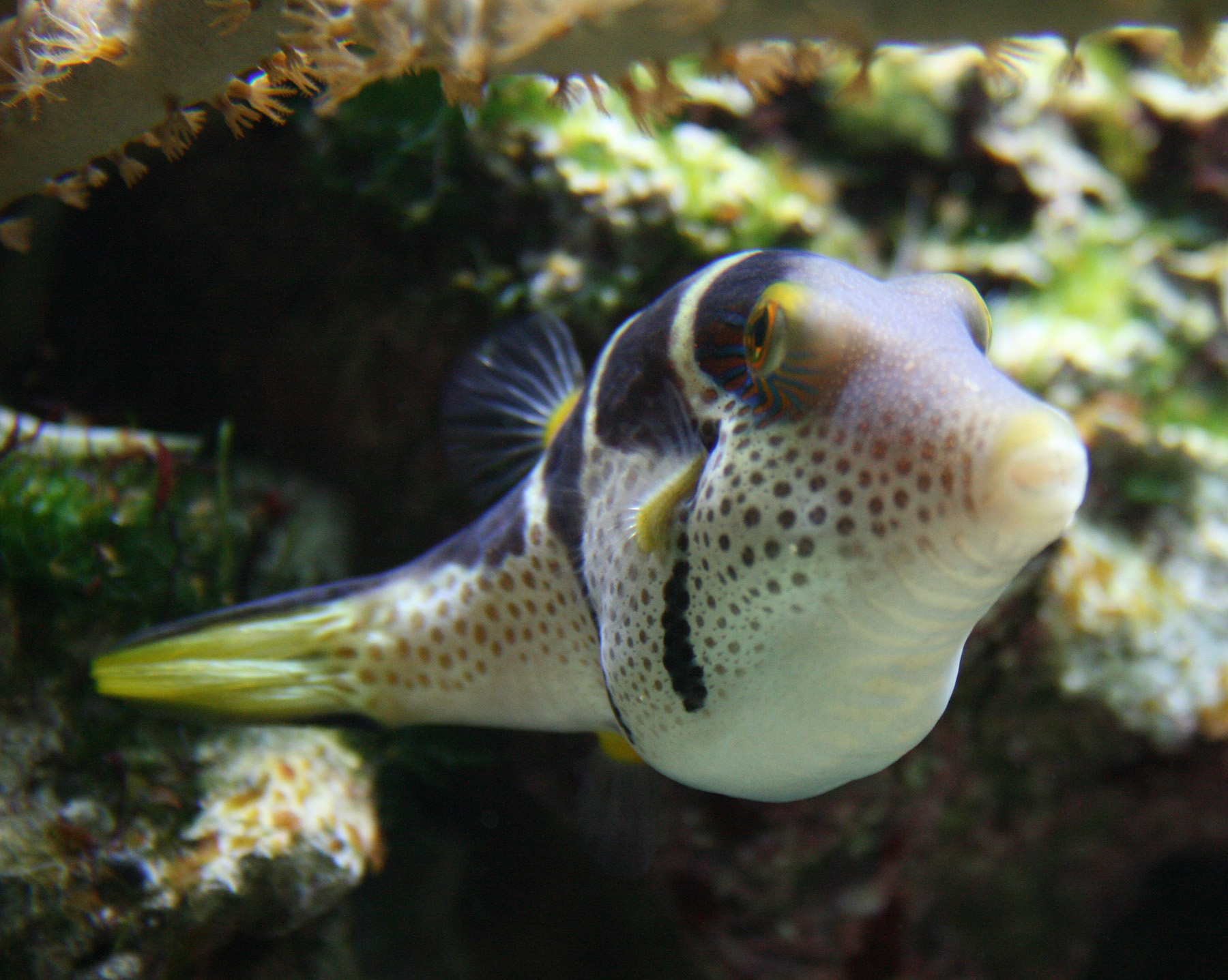
シマキンチャクフグ Canthigaster valentini （キタマクラ亜科）。有毒種。インド洋・太平洋のサンゴ礁では普通にみられる

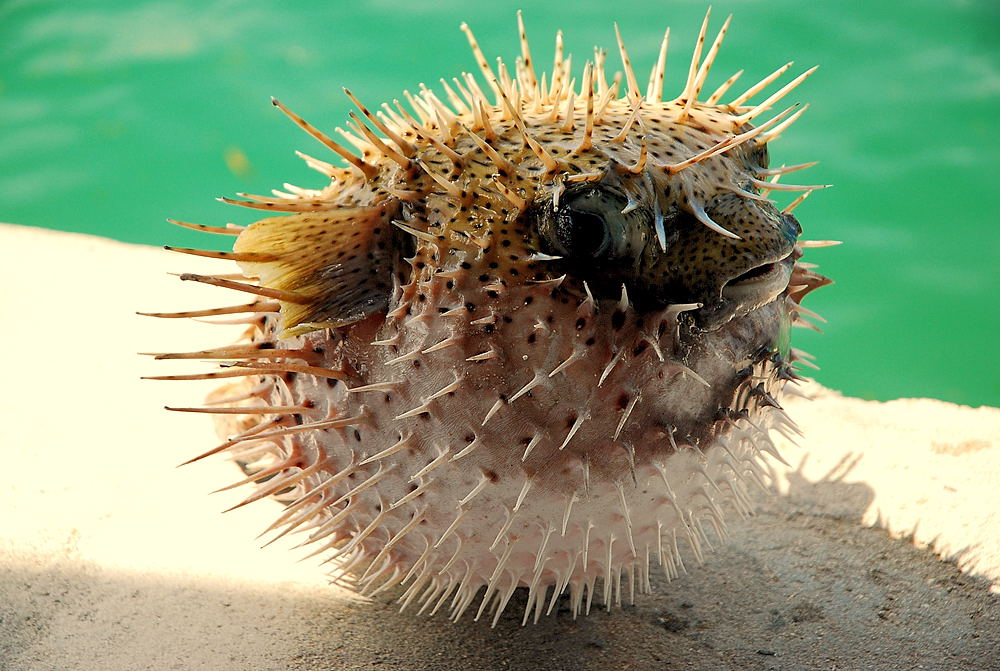
ハリセンボン Diodon holocanthus （ハリセンボン科）。体を膨らませ、棘を立てた状態

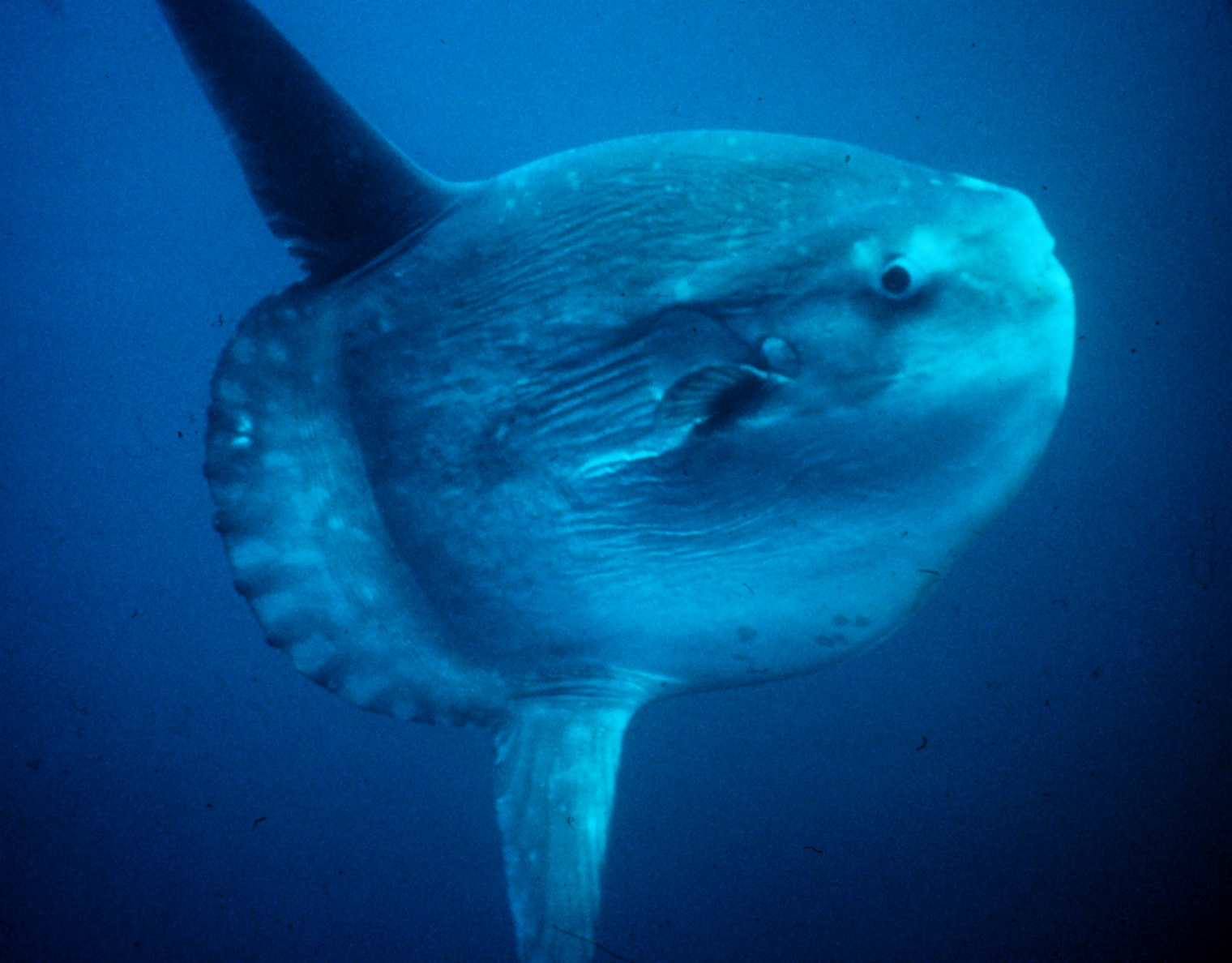
マンボウ Mola mola （マンボウ科）。外洋の表層と深海を行き来し、クラゲを主な餌とする

フグ科 Tetraodontidae は2亜科26属196種で構成される。三大洋の熱帯・亜熱帯域に広く分布し、トラフグ・マフグ・クサフグ・キタマクラ・ケショウフグ・ショウサイフグ・サバフグなどが知られる。日本では高級魚として食用（ふぐ料理）に利用されるが、内臓（特に卵巣と肝臓）や筋肉に少量でも致死的な毒（テトロドトキシン）をもつ種類が多く、調理にはふぐ調理師などの資格が必要とされる。
口から水や空気を吸い込んで、腹部を大きく膨らませることができる。歯板は両顎に2枚ずつ、計4枚ある。尾鰭は丸みがあるか、あるいはやや二又に分かれる。フグも参照のこと。
- フグ亜科 Tetraodontinae  25属196種。体は丸みを帯びている。鼻孔と側線は明瞭である。
  - オキナワフグ属 Chelonodon
  - サバフグ属 Lagocephalus
  - シッポウフグ属 Torquigener
  - トラフグ属 Takifugu
  - モヨウフグ属 Arothron
  - ヨリトフグ属 Sphoeroides
  - 他19属
- キタマクラ亜科 Canthigastrinae  1属37種。ほとんどの種類はインド洋・太平洋に分布し、サンゴ礁など浅い海で生活する。体は左右に平べったい。鼻孔と側線は不明瞭。
  - キタマクラ属 Canthigaster

#### ハリセンボン科
ハリセンボン科 Diodontidae は7属18種からなる。三大洋に分布し、ハリセンボン・イシガキフグなどが所属する。体中をよく発達した棘が覆っており、一部の種では腹部を膨らませると棘が直立するようになっている。両顎の歯は癒合し、計2枚の歯板を使って貝殻などを割って食べる。
- イシガキフグ属 Chilomycterus
- ハリセンボン属 Diodon
- メイタイシガキフグ属 Cyclichthys
- 他3属（Allomycterus、Dicotylichthys、Lophodiodon、Tragulichthys）

#### マンボウ科
マンボウ科 Molidae はマンボウ・ヤリマンボウ・クサビフグなど、3属4種からなる。世界中の熱帯・亜熱帯海域の外洋で遊泳生活を送る。体長2m、体重は1トンを超える場合もある大型の魚類である。
腹鰭はなく、背鰭と臀鰭は大きく発達している。体は側扁し、後半部分が断ち切られたような独特の体型をもつ。尾鰭は失われており、代わりに背鰭・臀鰭が変化してできた舵鰭（かじびれ）が存在する。口は小さく、両顎に歯板を1枚ずつもつ。浮き袋と側線を欠く。
- クサビフグ属 Ranzania
- マンボウ属 Mola
- ヤリマンボウ属 Masturus

## 系統
分子系統解析からは、次のような系統樹が得られている。
|  | イトマキフグ科 |
|  |                |
|  | ハコフグ科     |
|  |                |

|  | ギマ科         |
|  |                |
|  | ベニカワムキ科 |
|  |                |

|  | イトマキフグ科 |
|  |                |
|  | ハコフグ科     |
|  |                |

|  | ギマ科         |
|  |                |
|  | ベニカワムキ科 |
|  |                |

|  | イトマキフグ科 |
|  |                |
|  | ハコフグ科     |
|  |                |

|  | ギマ科         |
|  |                |
|  | ベニカワムキ科 |
|  |                |

|  | イトマキフグ科 |
|  |                |
|  | ハコフグ科     |
|  |                |

|  | ギマ科         |
|  |                |
|  | ベニカワムキ科 |
|  |                |

|  | モンガラカワハギ科 |
|  |                    |
|  | カワハギ科         |
|  |                    |

|  | マンボウ科                                                |
|  |                                                           |
|  | \| \| ハリセンボン科 \| \| \| \| \| \| フグ科 \| \| \| \| |
|  |                                                           |
|  | ハリセンボン科                                            |
|  |                                                           |
|  | フグ科                                                    |
|  |                                                           |

|  | ハリセンボン科 |
|  |                |
|  | フグ科         |
|  |                |

|  | モンガラカワハギ科 |
|  |                    |
|  | カワハギ科         |
|  |                    |

|  | マンボウ科                                                |
|  |                                                           |
|  | \| \| ハリセンボン科 \| \| \| \| \| \| フグ科 \| \| \| \| |
|  |                                                           |
|  | ハリセンボン科                                            |
|  |                                                           |
|  | フグ科                                                    |
|  |                                                           |

|  | ハリセンボン科 |
|  |                |
|  | フグ科         |
|  |                |

|  | イトマキフグ科 |
|  |                |
|  | ハコフグ科     |
|  |                |

|  | ギマ科         |
|  |                |
|  | ベニカワムキ科 |
|  |                |

|  | イトマキフグ科 |
|  |                |
|  | ハコフグ科     |
|  |                |

|  | ギマ科         |
|  |                |
|  | ベニカワムキ科 |
|  |                |

|  | イトマキフグ科 |
|  |                |
|  | ハコフグ科     |
|  |                |

|  | ギマ科         |
|  |                |
|  | ベニカワムキ科 |
|  |                |

|  | イトマキフグ科 |
|  |                |
|  | ハコフグ科     |
|  |                |

|  | ギマ科         |
|  |                |
|  | ベニカワムキ科 |
|  |                |

|  | モンガラカワハギ科 |
|  |                    |
|  | カワハギ科         |
|  |                    |

|  | マンボウ科                                                |
|  |                                                           |
|  | \| \| ハリセンボン科 \| \| \| \| \| \| フグ科 \| \| \| \| |
|  |                                                           |
|  | ハリセンボン科                                            |
|  |                                                           |
|  | フグ科                                                    |
|  |                                                           |

|  | ハリセンボン科 |
|  |                |
|  | フグ科         |
|  |                |

|  | モンガラカワハギ科 |
|  |                    |
|  | カワハギ科         |
|  |                    |

|  | マンボウ科                                                |
|  |                                                           |
|  | \| \| ハリセンボン科 \| \| \| \| \| \| フグ科 \| \| \| \| |
|  |                                                           |
|  | ハリセンボン科                                            |
|  |                                                           |
|  | フグ科                                                    |
|  |                                                           |

|  | ハリセンボン科 |
|  |                |
|  | フグ科         |
|  |                |